# Retipenna hasegawai
Retipenna hasegawai is een insect uit de familie van de gaasvliegen (Chrysopidae), die tot de orde netvleugeligen (Neuroptera) behoort. 
Retipenna hasegawai is voor het eerst wetenschappelijk beschreven door Nakahara in 1955.